# GQM-163
GQM-163 コヨーテは、超音速巡航ミサイルを模したターゲット・ドローンである。オービタルATK（開発当時はオービタル・サイエンシズ）が開発・製造している。

## 概要
発射されると、Mk70ロケットブースターによって加速され、高度1,200フィート (370 m)でブースター分離、ダクテッドロケットにより超音速巡航を行う。シースキミングを行う場合は、高度50フィート (15 m)をM2.6で巡航、目標まで10海里からのターミナル・フェイズでは高度15フィート (4.6 m)を飛翔する。調達費は1機およそ300万ドルである。

## 採用国
- アメリカ合衆国
  - アメリカ海軍
- フランス
  - フランス海軍
- オーストラリア
  - オーストラリア海軍